# スコッティ・ジェイムズ
スコッティ・ジェイムズ（Scotty James、1994年7月6日 - ）は、オーストラリアのスノーボード選手。ヴィクトリア州ワランダイト出身。冬季オリンピックに4大会連続出場。2018年平昌オリンピックではオーストラリア選手団の旗手を務めた。熱心なゴルファーとしても知られる。

## 人物
現在、シンガーソングライターのクロエ・ストロール（父はカナダ人の実業家でアストンマーチンの代表取締役のローレンス・ストロール、弟はF1ドライバーのランス・ストロール）と婚約している。膝がたびたび脱臼する状態である。

## 来歴
チームメイトのネイト・ジョンストンが足首の負傷で試合に出場できなくなり、ジェイムズはジョンストンの代役として出場できる19位以内という結果を残すため、カナダのストーンハムで開催されたワールドカップに出場。それまでの自己ベストである15位となり、バンクーバーオリンピックへの出場を決めた。当時15歳で、オーストラリアの男子オリンピック選手最年少記録を50年ぶりに更新、バンクーバー大会に出場した男子選手の中でも最年少であった。
ジェイムズが初めて使用したボードは、実は競技用のものではなく、バンクーバーのショップにあった展示用のものであった。ジェイムズと父親は、身体に合った小さなボードを見つけるのに苦労しており、展示用のボードを10ドルで購入したのである。
2018年、平昌オリンピックに出場し、ハーフパイプでアメリカのショーン・ホワイト、日本の平野歩夢に次ぐ銅メダルを獲得。
2022年、北京オリンピックに出場し、ハーフパイプで銀メダルを獲得。金メダルの平野を称えた。

## 受賞歴
2018年、ジェイムズはスノーボード選手では初のVIS優秀賞を受賞した。同賞は、その年の主要イベントで傑出した成績を収め、単に競技の成績にとどまらず、スポーツの振興と発展に大きく貢献したアスリートを称えるものである。ジェイムズは、スノーボードにおいて勢いのあるロールモデルであり、冬季スポーツとスポーツ界の代表的存在であることが評価された。2022年北京オリンピックでメダル獲得を狙える若いアスリートを対象とした、新たに構成されたプログラムにおいても、積極的にリーダーシップを発揮した。ジェイムズは、ヴィクトリア州にある素晴らしいハーフパイプ用トレーニング施設を確保するため、オーストラリア冬季オリンピック研究所およびマウント・ブラーと綿密に協力し、多くの時間と労力を費やしてプロジェクトを支援した。
| 年   | 賞                                     | 授賞機関                         | 結果       | 参照   |
| ---- | -------------------------------------- | -------------------------------- | ---------- | ------ |
| 2015 | 年間最優秀選手賞                       | スノー・オーストラリア           | 受賞       | [ 10 ] |
| 2017 | 年間最優秀選手賞                       | スノー・オーストラリア           | 受賞       | [ 10 ] |
| 2018 | 優秀賞                                 | ヴィクトリア州スポーツ研究所     | 受賞       | [ 11 ] |
| 2019 | 年間最優秀男子選手賞                   | オーストラリア国立スポーツ研究所 | 受賞       | [ 12 ] |
| 2019 | 優秀賞                                 | ヴィクトリア州スポーツ研究所     | 受賞       | [ 11 ] |
| 2019 | 最優秀男子エクストリームスポーツ選手賞 | ESPY賞                           | ノミネート | [ 13 ] |
| 2020 | 年間最優秀選手賞                       | スノー・オーストラリア           | 受賞       | [ 10 ] |